# Чемпіонат світу з легкої атлетики 2019 — спортивна ходьба на 20 кілометрів (жінки)

Трансляція дисципліни

Змагання зі спортивної ходьби на 20 кілометрів серед жінок на Чемпіонаті світу з легкої атлетики 2019 проходили 29 вересня на шосейній кільцевій трасі (довжина кільця — 1 км), прокладеній вулицями Дохи, зі стартом та фінішем навпроти Будівлі Національного дня Катару (англ. National Day Building).

## Напередодні змагань
На початок змагань основні рекордні результати були такими:
| WR  | Лю Хун (CHN)            | 1:24.38 | Ла-Корунья | 16 червня 2015 |
| CR  | Олімпіада Іванова (RUS) | 1:25.41 | Гельсінкі  | 7 серпня 2005  |
| WL* | Олена Лашманова (RUS)   | 1:24.31 | Сочі       | 18 лютого 2019 |

* 18 лютого росіянка Олена Лашманова виграла Командний чемпіонат Росії з часом, що перевищував світовий рекорд Лю Хун, але це досягнення не мало шансів на офіційну реєстрацію: з 2015 року Всеросійська федерація легкої атлетики дискваліфікована в зв'язку з допінговим скандалом, через що на російських національних змаганнях з ходьби відсутні іноземні судді, необхідні для визнання рекорду. Позаяк, результат російської спортсменки враховується в офіційній статистиці ІААФ.
Перед стартом інтрига трималась навколо протистояння 19-річної еквадорки Гленди Морехон, яка у червні на змаганнях в Ла-Коруньї показала найкращий час за всю історію серед юніорів (1:25.29), та рекордсменки світу на цій дистанції китаянки Лю Хун, яка після дворічної перерви (2017—2018) у зв'язку з народженням дитини, повернулась цього року до змагань, встигла встановити новий світовий рекорд у ходьбі на 50 кілометрів (3:59.15), проте програла в очному протистоянні еквадорці на старті в Ла-Коруньї.

## Результати
Старт в Досі пройшов за абсолютного домінування китайських атлеток, а Гленда Морехон не змогла скласти їм конкуренції. Китаянки посіли всі місця на п'єдесталі, а Лю Хунвтретє в кар'єрі стала чемпіонкою світу.
| Місце | Атлетка                    | Час     | Примітки |
| ----- | -------------------------- | ------- | -------- |
| 1     | Лю Хун (CHN)               | 1:32.53 |          |
| 2     | Цєян Шеньцзє (CHN)         | 1:33.10 |          |
| 3     | Ян Люцзин (CHN)            | 1:33.17 |          |
| 4     | Еріка де Сена (BRA)        | 1:33.36 |          |
| 5     | Сандра Аренас (COL)        | 1:34.16 |          |
| 6     | Окада Куміко (JPN)         | 1:34.36 |          |
| 7     | Фудзій Нанако (JPN)        | 1:34.50 |          |
| 8     | Марія Перес (ESP)          | 1:35.43 |          |
| 9     | Ана Кабесінья (POR)        | 1:36.31 |          |
| 10    | Джеміма Монтаг (AUS)       | 1:36.54 |          |
| 11    | Саскія Файге (GER)         | 1:37.14 |          |
| 12    | Мірна Ортіс (GUA)          | 1:37.32 |          |
| 13    | Антонелла Пальмізано (ITA) | 1:37.36 | SB       |
| 14    | Дарія Полуектова (BLR)     | 1:37.42 |          |
| 15    | Ракель Гонсалес (ESP)      | 1:38.02 |          |
| 16    | Єгуалеє Белетев (ETH)      | 1:38.11 |          |
| 17    | Валентина Траплетті (ITA)  | 1:38.22 |          |
| 18    | Карла Харамільйо (ECU)     | 1:38.26 |          |
| 19    | Анежка Драготова (CZE)     | 1:38.29 |          |
| 20    | Надія Боровська (UKR)      | 1:38.35 | SB       |
| 21    | Катажина Здзебло (POL)     | 1:38.44 |          |
| 22    | Антігоні Дрісбіоті (GRE)   | 1:38.56 |          |
| 23    | Живіле Вайцюкевічуте (LTU) | 1:39.26 |          |
| 24    | Мер'єм Бекмез (TUR)        | 1:39.36 |          |
| 25    | Гленда Морехон (ECU)       | 1:39.38 |          |
| 26    | Грейс Нджуе (KEN)          | 1:39.58 |          |
| 27    | Алана Барбер (NZL)         | 1:40.59 |          |
| 28    | Анхела Кастро (BOL)        | 1:41.15 |          |
| 29    | Інна Кашина (UKR)          | 1:41.44 |          |
| 30    | Шу Нга Ченг (HKG)          | 1:42.55 |          |
| 31    | Яна Смердова (ANA)         | 1:43.49 |          |
| 32    | Валерія Ортуньйо (MEX)     | 1:43.51 |          |
| 33    | Лаура Гарсія-Каро (ESP)    | 1:44.05 |          |
| 34    | Рейчел Сімен (CAN)         | 1:45.40 |          |
| 35    | Марія Міхта-Коффі (USA)    | 1:46.02 | SB       |
| 36    | Ноелія Варгас (CRC)        | 1:46.30 |          |
| 37    | Ільсе Герреро (MEX)        | 1:46.32 |          |
| 38    | Майра Перес (GUA)          | 1:46.42 |          |
| 39    | Вікторія Мадарас (HUN)     | 1:47.38 |          |
| 40    | Кеті Гейворд (AUS)         | —       | DQ       |
| 41    | Айше Текдаль (TUR)         | —       | DQ       |
| 42    | Ян Цзяюй (CHN)             | —       | DQ       |
| 43    | Лейде Гуерра (PER)         | —       | DNS      |
| 44    | Вівіан Ліра (BRA)          | —       | DNS      |
| 45    | Чагінез Насрі (TUN)        | —       | DNS      |